# Moisés Arizmendi
Moisés Franco Arizmendi Padilla (Ciudad de México, 22 de abril de 1976) es un actor mexicano de cine y televisión. Ha hecho varias telenovelas en donde destaca como villano y teniendo participaciones especiales.

## Carrera
Debutó en 1997 en el cortometraje Para morir en video, estudio economía en la Universidad Autónoma Metropolitana y posteriormente tomo talleres de actuación con formación en teatro con Ludwik Margules y Héctor Mendoza, ha trabajo en la Compañía Nacional de Teatro y ha colaborado con varios reconocidos directores de teatro. 
Ha participado en películas hechas en México y España como El atentado, Así es la suerte, Nos vemos Papá  y Años después, en 2010 participó en la serie de televisión Locas de amor producción de Carmen Armendáriz para Televisa. En 2012 se integró a la filmación del largometraje producido por Carlos Sama, El sueño de Lú al lado de Úrsula Pruneda y Emilio Echevarría. En 2014 interpretó el papel antagónico principal de la telenovela El color de la pasión.
En teatro ha participado en obras como Casi un pueblo, pieza de John Cariani, producida por Ocesa Teatro y dirigida por José López Velarde; igualmente participó en la obra La tempestad de William Shakespeare dirigida por Flavio González Mello con quien ya trabajó en puestas como Lascuarin o la brevedad del poder y 1982, el año que fuimos imperio.
Y en 2020 por la plataforma digital de Netflix, participó en la película mexicana Ahí te encargo, a lado de los actores: Esmeralda Pimentel y Mauricio Ochmann

## Trayectoria

### Televisión
- La historia de Juana (2024) - Salvador Castillo[2]
- Corona de lágrimas (2022-2023) - Batiz[3]
- Pálpito (2022-2023) - Mariachi[4][5]
- Albertano contra los mostros (2022) -  Bermejo[6]
- Vencer el miedo (2020) - Fabián Cifuentes
- Por amar sin ley (2018-2019) - Alan Páez
- Caer en tentación (2017-2018) - Cristian
- La doble vida de Estela Carrillo (2017) - Abogado acusador
- Vino el amor (2016-2017) - Dr. César Callejas
- El hotel de los secretos (2016) - Olegario Alarcón de Castilla[7][8]
- A que no me dejas (2015-2016) - Jaime Córdova
- Que te perdone Dios (2015) - Porfirio Zarazúa[9]
- El color de la pasión (2014) - Amador Zúñiga[10]
- El señor de los cielos (2013) - El Pollo
- Pacientes (2012) - Rogelio
- La reina del sur (2011) - Coronel Ledesma
- Alguien más (2011) - Jorge
- Bienvenida realidad (2011) - Esteban Marin
- Gregoria la cucaracha (2009)
- Hoy te toca (2003)

### Series
- Nadie nos va a extrañar (2024) - Óscar
- El niñero (2023) - Rogelio[11]
- Máscara contra caballero (2023) - Darío[12]
- Horario estelar (2023) - Emilio Monarres[13]
- Esta historia me suena (2020)
- Lorenza (2019-2020) - Luis Enrique Negroe Martínez
- El secreto de Selena (2018) - Manny Arvesu
- El Chapo (2018) - Esteban Prieto
- Club de Cuervos (2017) - Salvador Iglesias Joven
- Nueva vida (2013)
- Como dice el dicho  (2012) - Julián
- La rosa de Guadalupe (2012-2015)
- Capadocia (2010) - Iván Ramírez
- Gritos de muerte y libertad (2010) - Ignacio Aldama
- Locas de amor (2010) - Roque Mártinez
- Los Minondo (2010) - Agustín de Iturbide
- Los simuladores (2009)
- Mujer, casos de la vida real

### Cine
- Mickey 17 (2025) - Doblaje, Kenneth (Mark Ruffalo)
- Quiero tu vida (2023) - Jacobo[14]
- Los presentes (2016) - Eduardo
- Cuernavaca (2016) - Andrés
- 24° 51' Latitud Norte (2015) - Fidel
- Los reyes del juego (2014) - Fabio
- Gloria (2014) - Fernando Esquina
- Cantinflas (2014) - Manuel M. Delgado
- El palacio de las flores (2013) - Matías
- Tercera llamada (2013) - Oscar
- La habitación (2012)
- Años después (2012)
- El sueño de Lú (2012) - Emilio Jr.
- Colosio: El asesinato (2012) - Manuel Camacho Solís
- Nos vemos, papá (2011) - Marco
- Mi universo en minúsculas (2011) - Empleado Banco
- Viento en contra (2011) - Mario
- Dialogos constructivos (2011) - Noriega
- Infinito (2011)
- Igualdad (2010) - Ramiro
- Bajo la sal (2008) - Cabo Montoya
- La espera (2008)
- Casi divas (2008)
- La jaula del monarca (2007) - Satyr
- Efectos secundarios (2006) - Santiago
- Ciudad de muertos (2006) - Héctor
- Caso terminal (2006) - Dr. Fernández
- El otro José (2005)
- Rencor (2005)
- Control de plagas (2004) - El fumigador
- El espejo (2003) - Martín
- Noche de bodas (2001)
- Para morir en video (1997)

### TV adicto golden awards
| Año  | Categoría     | Telenovela            | Resultado |
| ---- | ------------- | --------------------- | --------- |
| 2014 | Mejor villano | El color de la pasión | Ganador   |